# Нижний Турек
Нижний Турек (мар. Ӱлыл Турек) — деревня в Мари-Турекском районе Республики Марий Эл. Входит в состав городского поселения Мари-Турек.

## География
Находится в восточной части республики Марий Эл у юго-восточной окраины районного центра посёлка Мари-Турек.

## История
Известна была с 1891 года, когда в ней было 34 двора. В 1905 году числился 41 двор, проживали 250 человек, в 1923 году насчитывалось 53 двора, 261 житель. В 1944 году числилось 67 дворов, 274 жителя, в 1959 году 370 человек, в 1970 году — 302. В 2000 году здесь было 85 дворов. В советское время работали колхозы «Эрык сескем»(«Искра свободы»), «Социализм», имени Мосолова и имени Ленина.

## Население
Население составляло 280 человек (мари 79 %) в 2002 году, 348 в 2010.

## Известные уроженцы
- Айглов Кугерга Ильич (1902—1976) — марийский советский хозяйственный и партийный деятель, участник Великой Отечественной войны, кавалер ордена Ленина.
- Айглова Йылдыр Изерговна (1922—1946) — советская медсестра. В годы Великой Отечественной войны — санинструктор роты автоматчиков 113 гвардейского стрелкового полка 38 гвардейской стрелковой Лозовской Краснознамённой дивизии на Западном, 1-м и 2-м Белорусском фронтах, гвардии старшина медицинской службы. Первой из марийских женщин удостоена ордена Красного Знамени. Член ВЛКСМ.